# چاک نوریس
کارلوس ری «چاک» نوریس (انگلیسی: Carlos Ray "Chuck" Norris؛ زاده ۱۰ مارس ۱۹۴۰) هنرپیشه و رزمی کار آمریکایی است. او یک کمربند مشکی در تانگ سو دو، جوجیتسو و جودو برزیلی است. نوریس پس از خدمت در نیروی هوایی ایالات متحده، مسابقات قهرمانی هنرهای رزمی بسیاری را به دست آورد و بعداً رشته خود «چون کوک دو» را تأسیس کرد. اندکی بعد، نوریس در هالیوود به افراد مشهور در هنرهای رزمی آموزش داد. نوریس در فیلم جاسوسی خدمه خرابکار (۱۹۶۹) در نقش کوچکی ظاهر شد. دوست و همکار رزمی کارش بروس لی از او دعوت کرد تا در راه اژدها (۱۹۷۲) نقش یکی از شخصیت‌های شرور اصلی را بازی کند. در حالی که نوریس به بازیگری ادامه می‌داد، دوست و شاگردش استیو مک‌کوئین به او پیشنهاد کرد که هنر بازیگری را جدی بگیرد. نوریس نقش اصلی را در فیلم اکشن خرد کننده! خرد کننده! (۱۹۷۷) برعهده داشت، که به فیلمی سودمند تبدیل شد. دومین نقش اصلی او مردان خوب مشکی می‌پوشند (۱۹۷۸) او را به یک ستاره محبوب تبدیل کرد.
نوریس در مجموعه‌ای از فیلم‌های اکشن رزمی که مستقل ساخته شده بودند بازی کرد که شامل نیروی تک‌نفره (۱۹۷۹)، هشت‌ضلعی (۱۹۸۰)، و چشم در برابر چشم (۱۹۸۱) بود. این امر شهرت بین‌المللی نوریس را تضمین کرد. او به ساخت فیلم‌های استودیویی مانند خشم خاموش (۱۹۸۲) برای کلمبیا پیکچرز، انتقام اجباری (۱۹۸۲) برای مترو گلدوین مایر و گرگ تنها، مکوئید (۱۹۸۳) برای اوریون پیکچرز ادامه داد. این امر باعث شد که شرکت گروه کانن با نوریس قرارداد فیلمی چندگانه امضا کند که با عملیات جنگی (۱۹۸۴) آغاز شد که بسیار موفق بود و یک سه‌گانه را راه اندازی کرد. نوریس تقریباً به‌طور انحصاری روی فیلم‌های اکشن پرمخاطب برای کانن کار کرد و در دهه ۱۹۸۰ به ستاره اصلی آنها تبدیل شد. فیلم‌های او کانن شامل تهاجم آمریکایی (۱۹۸۵)، نیروی دلتا (۱۹۸۶)، فایروالکر (۱۹۸۶) و غیره بودند. نوریس به غیر از فیلم‌های کانن، رمز سکوت (۱۹۸۵) را ساخت که به عنوان یکی از بهترین فیلم‌های او مورد استقبال قرار گرفت. در دهه ۱۹۹۰، او از سال ۱۹۹۳ تا ۲۰۰۱ نقش اصلی را در سریال تلویزیونی طولانی مدت واکر، رنجر تگزاس برای سی‌بی‌اس بازی کرد. نوریس تا سال ۲۰۰۶ به ایفای نقش‌های اصلی در فیلم‌های اکشن از جمله نیروی دلتا ۲: اتصال کلمبیا (۱۹۹۰)، هیتمن (۱۹۹۱)، ضربه جانبی (۱۹۹۲)، جنگجوی جنگل (۱۹۹۶)، آقای رئیس‌جمهور (۲۰۰۰) و دنباله آن (۲۰۰۲) ادامه داد. نوریس آخرین حضور سینمایی خود را تا به امروز در بی‌مصرف‌ها ۲ ساخته سیلوستر استالونه (۲۰۱۲) انجام داد.
نوریس در طول دوران حرفه ای خود در سینما و تلویزیون از فعالیت‌های معمول خود متفاوت بود. او نویسنده ای مشهور است که کتاب‌هایی در زمینه‌های هنرهای رزمی، ورزش، فلسفه، سیاست، مسیحیت، داستان‌های غربی، و زندگی‌نامه نوشته‌است. او دو بار نویسنده پرفروش نیویورک تایمز بوده‌است، نخستین بار با کتابش در مورد فلسفه شخصی خود از نیروی مثبت و روان‌شناسی خودسازی بر اساس حکایات شخصی به نام «راز قدرت درونی: داستان من» (۱۹۸۸). دومین کتاب پرفروش نیویورک تایمز او، «وطن‌پرستی کمربند سیاه: چگونه آمریکا را دوباره بیدار کنیم» (۲۰۰۸)، دربارهٔ نقد او دربارهٔ مسائل جاری در ایالات متحده بود. نوریس همچنین در چندین آگهی تبلیغاتی ظاهر شده‌است و چندین محصول را تأیید کرده که مهم‌ترین آنها یکی از سخنگویان اصلی آگهی‌های تبلیغاتی توتال جیم بود. در سال ۲۰۰۵، زمانی که «حقایق چاک نوریس» به یک میم اینترنتی تبدیل شد، نوریس شهرت جدیدی در سراسر اینترنت پیدا کرد که شاهکارهای طنز، تخیلی و اغلب پوچ در مورد قدرت و استقامت وی را ثبت می‌کرد. اگرچه نوریس خود این «حقایق» را تولید نکرده‌است، اما برای تأیید بسیاری از محصولاتی که «حقایق چاک نوریس» را در تبلیغات گنجانده بودند، استخدام شد. این پدیده منجر به ایجاد شش کتاب (دو تای آنها پرفروش‌ترین نیویورک تایمز)، دو بازی ویدیویی و چندین حضور در برنامه‌های گفتگوی تلویزیونی شد، مانند آخر شب با کونان اوبراین که در آن خودش این «حقایق» را خواند یا در طرح‌ها شرکت کرد.

## اوایل زندگی

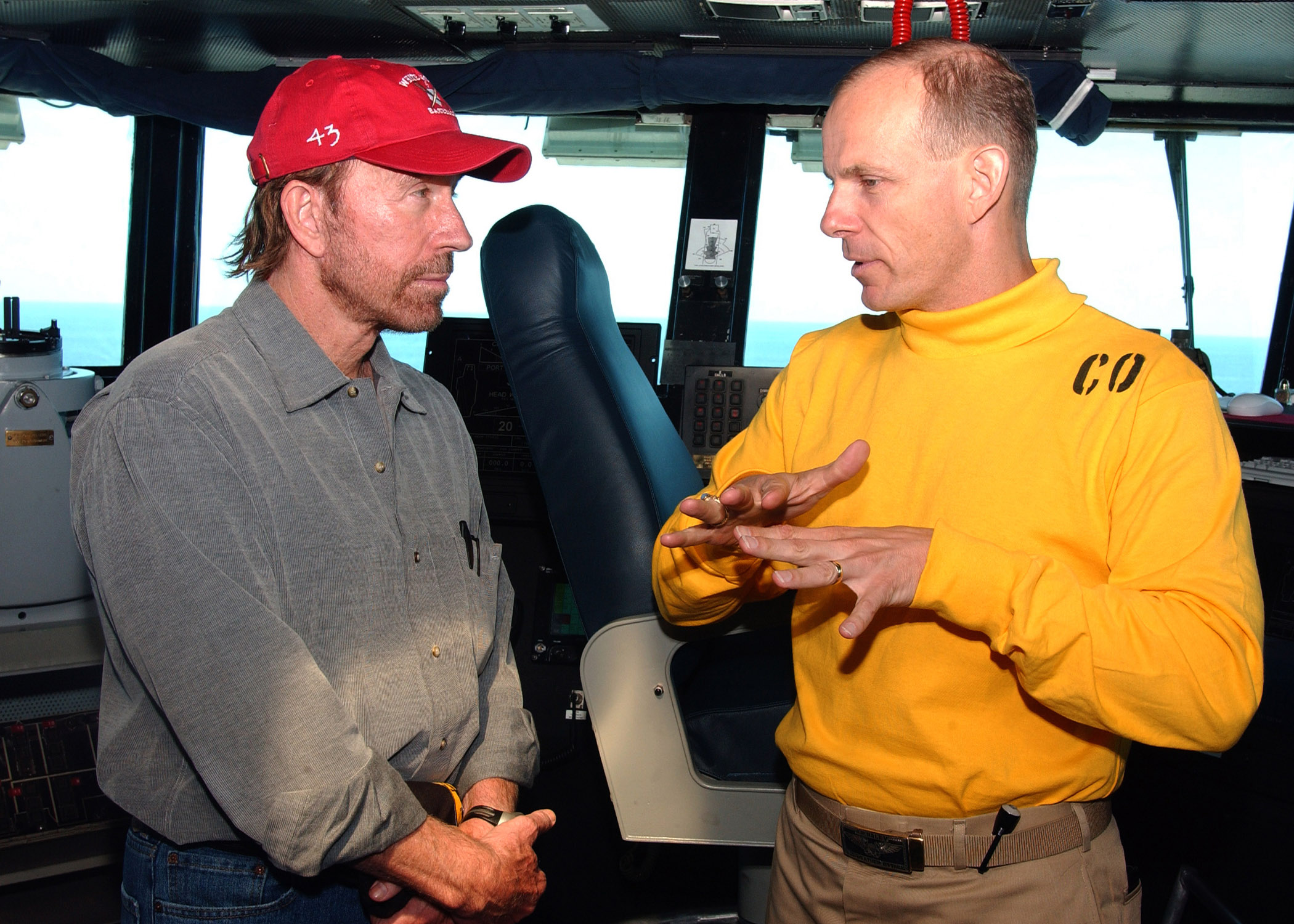
چاک نوریس، بازیگر و رئیس تاپ‌کیک پروداکشنز، با افسر (CVN 71) کاپیتان J.R Haley، صحبت می‌کند.

نوریس در راین، اکلاهما، در ۱۰ مارس ۱۹۴۰، از ویلما (با نام خانوادگی اسکاربری) و ری دی نوریس، که یک سرباز ارتش جنگ جهانی دوم، یک مکانیک، راننده اتوبوس و راننده کامیون بود، به دنیا آمد. نوریس گفته‌است که ریشه‌های ایرلندی و چروکی دارد. نوریس به افتخار کارلوس بری، کاهن پدرش نامگذاری شد. او بزرگ‌ترین از سه برادر بود که دو برادر کوچکتر ویلند و آرون دارد. وقتی نوریس شانزده ساله بود، والدینش طلاق گرفتند، و او بعداً به پریری ویلیج، کانزاس و سپس با مادر و برادرانش به تورانس، کالیفرنیا نقل مکان کرد.
نوریس دوران کودکی خود را بد توصیف کرده‌است. او غیرورزشی، خجالتی و از نظر تحصیلی متوسط بود. پدرش، ری، به‌طور متناوب به عنوان مکانیک اتومبیل کار می‌کرد و مشروبات الکلی می‌نوشید که در یک زمان ماه‌ها ادامه داشت. نوریس که از رفتار پدرش و وضعیت مالی خانواده خجالت می‌کشید، درون‌گرایی ضعیف‌کننده‌ای پیدا کرد که در طول تمام دوران کودکی او ادامه داشت.

## زندگی شخصی

### خانواده
نوریس در دسامبر ۱۹۵۸ با همکلاسی خود دایان کی هولچک (متولد ۱۹۴۱)، زمانی که او ۱۸ و دایان ۱۷ ساله بود، ازدواج کرد. آنها در سال ۱۹۵۶ در دبیرستان تورنس، کالیفرنیا با هم آشنا شدند. در سال ۱۹۶۲، اولین فرزند آنها، مایک، به دنیا آمد. او همچنین یک دختر به نام دینا دارد که در سال ۱۹۶۳ در یک رابطه غیر زناشویی به دنیا آمد. او بعداً در سال ۱۹۶۴ صاحب یک پسر دوم به نام اریک با همسرش شد. پس از ۳۰ سال زندگی مشترک، نوریس و هولچک پس از جدایی در سال ۱۹۸۸ در جریان فیلمبرداری نیروی دلتا ۲، در سال ۱۹۸۹ از هم جدا شدند.
نوریس در ۲۸ نوامبر ۱۹۹۸ با مدل سابق گنا اوکلی که ۲۳ سال از نوریس کوچکتر بود ازدواج کرد. اوکلی از ازدواج قبلی خود دو فرزند داشت. آنها در ۳۰ اوت ۲۰۰۱ صاحب یک دوقلو شدند.
در ۲۲ سپتامبر ۲۰۰۴، نوریس به مری هارت از سرگرمی امشب گفت که تا ۲۶ سالگی دختر نامشروع خود را از رابطه قبلی اش ملاقات نکرده‌است، اگرچه او در ۱۶ سالگی متوجه شد که او پدرش است. یک سال پس از طلاق نوریس از همسر اولش دایان هولچک، او پس از ارسال نامه ای به او از رابطه آنها در سال ۱۹۹۰ مطلع شد.
نوریس تا تاریخ ۲۰۱۷ سیزده نوه دارد.

### مسیحیت
نوریس به عنوان یک مسیحی صریح، نویسنده چندین کتاب با مضمون مسیحیت است. او در ۲۲ آوریل ۲۰۰۸ حمایت خود را از «جنبش طراحی هوشمندانه» مطرح کرد که در آن بن استاین را برای Townhall.com بررسی کرد.
او یک باپتیست و عضو کلیسای باپتیست پرستونوود (کنوانسیون باپتیست جنوبی) در دالاس است.